# 6465 Звєздочет
6465 Звєздочет (6465 Zvezdotchet) — астероїд головного поясу, відкритий 3 березня 1995 року.
Тіссеранів параметр щодо Юпітера — 3,335.